# Milan Jevtović
Milan Jevtović (serbisk: Милан Јевтовић; født 13. juni 1993) er en serbisk fodboldspiller. Han spiller for norske Odds BK efter tidligere blandt andet at have spillet for danske AGF, de norske klubber FK Bodø/Glimt og Rosenborg BK, tyrkiske Antalyaspor og serbiske Røde Stjerne. Hans foretrukne position er som kantspiller.

## Klubkarriere

### Borac Čačak
Jevtović begyndte sin professionelle karriere i FK Borac Čačak, men klubben kunne ikke overholde sine forpligtelser og udbetalte ikke løn i flere måneder til spillerne, der derfor i 2015 strejkede. Strejken blev afbrudt, da Nenad Lalatović blev ansat som klubbens træner, og det gav resultatmæssige forbedringer. Således vandt klubben 2. december 2015 en meriterende udesejr på 1-5 over Røde Stjerne Beograd med blandt andet et mål af Jevtović.

### Bodø/Glimt
Han skiftede i januar 2016 til norske FK Bodø/Glimt, hvor han spillede 20 kampe og scorede 6 mål.

### Antalyaspor
Allerede den følgende sommer skiftede han til tyrkiske Antalyaspor, hvor han var på kontrakt i to år. Undervejs var han dog udlånt i hele 2017 til norske Rosenborg BK, hvor han spillede 25 kampe og scorede ni mål og derfor var med til at sikre klubben det norske mesterskab. Det blev til 13 kampe og et mål i Antalyaspor.

### Røde Stjerne
I sommeren 2018 vendte Jevtović tilbage til Serbien og Røde Stjerne, hvor han spillede 16 kampe og scorede seks mål. I den første sæson bidrog han til klubbens sebiske mesterskab. I foråret 2020 var han udlejet til cypriotiske APOEL Nicosia, hvor det blev til seks kampe uden scoringer.

### AGF
I sommeren skiftede han til AGF i den danske superliga. Her fik han en firårig kontrakt. Imidlertid havde han svært ved at bide sig fast på førsteholdet, og derfor opfordrede klubben ham til at finde en anden klub den følgende sommer.

### Odds BK
På sidste dag i transfervinduet i august 2021 skiftede Jevtović tilbage til Norge, hvor han fik en treårig kontrakt med Odds BK.

## Landshold
Jevtović har spillet en enkelt kamp på Serbiens U/23-landshold.